# Campiña segoviana

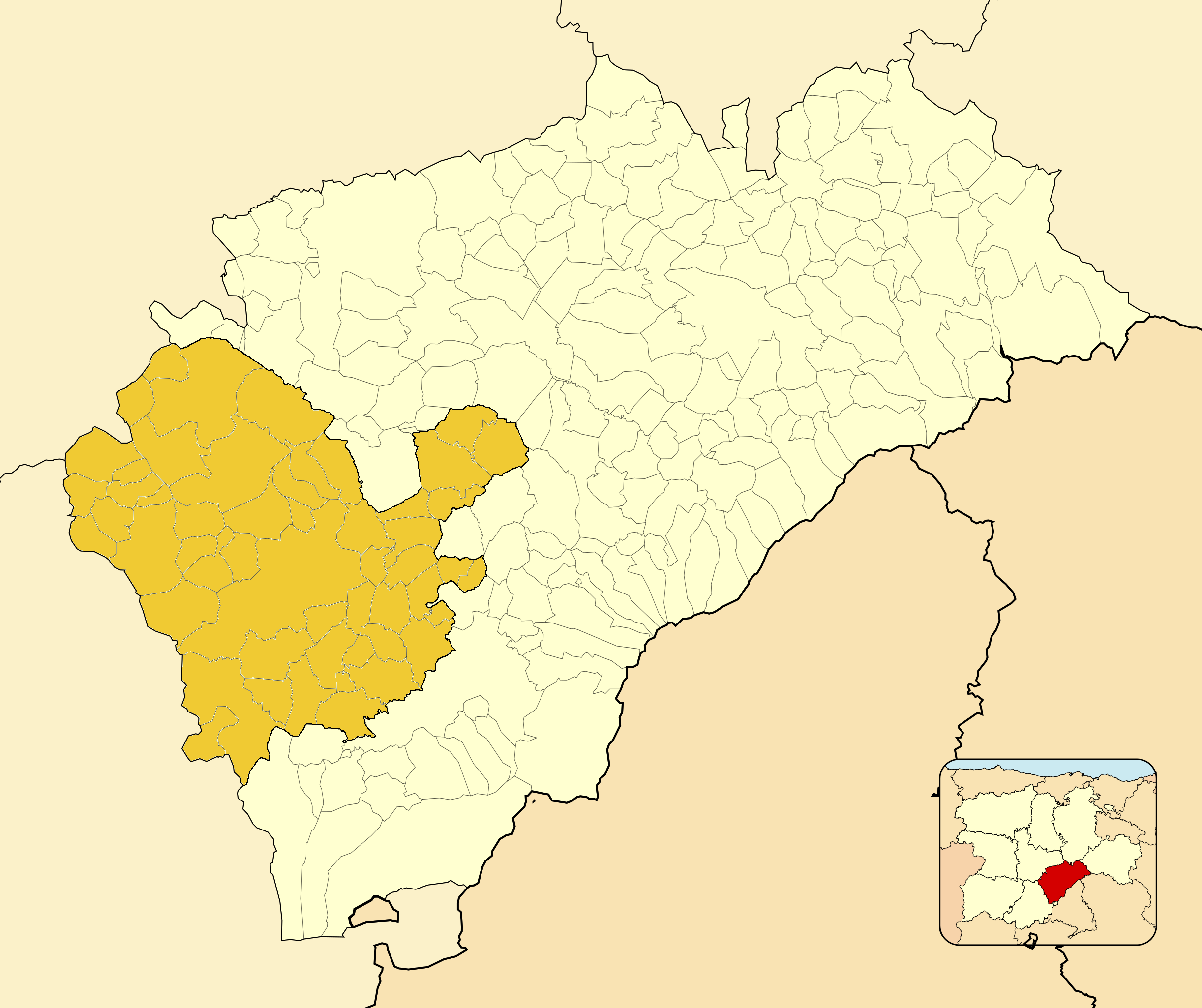
Extensión de la Comarca Campiña segoviana.

La comarca de la Campiña Segoviana se sitúa en el centro oeste de la provincia de Segovia (comunidad autónoma de Castilla y León, España). También es conocida como la meseta segoviana, para diferenciarla de la zona más montañosa de la provincia. Su centro geográfico y capital está situado en Santa María La Real de Nieva.

## Extensión y límites
Se trata de un amplio territorio llano, con pequeñas ondulaciones y con una extensión de 1.600 km², 20.600 habitantes y 51 municipios a los que se suman 22 entidades locales menores y pedanías. Al oeste hace frontera natural con el río Adaja en la comarca abulense de La Moraña, al noreste se funde con la Tierra de pinares, al este con el valle del río Pirón y al sur con las tierras altas de Segovia.

## Geología

### Geomorfología

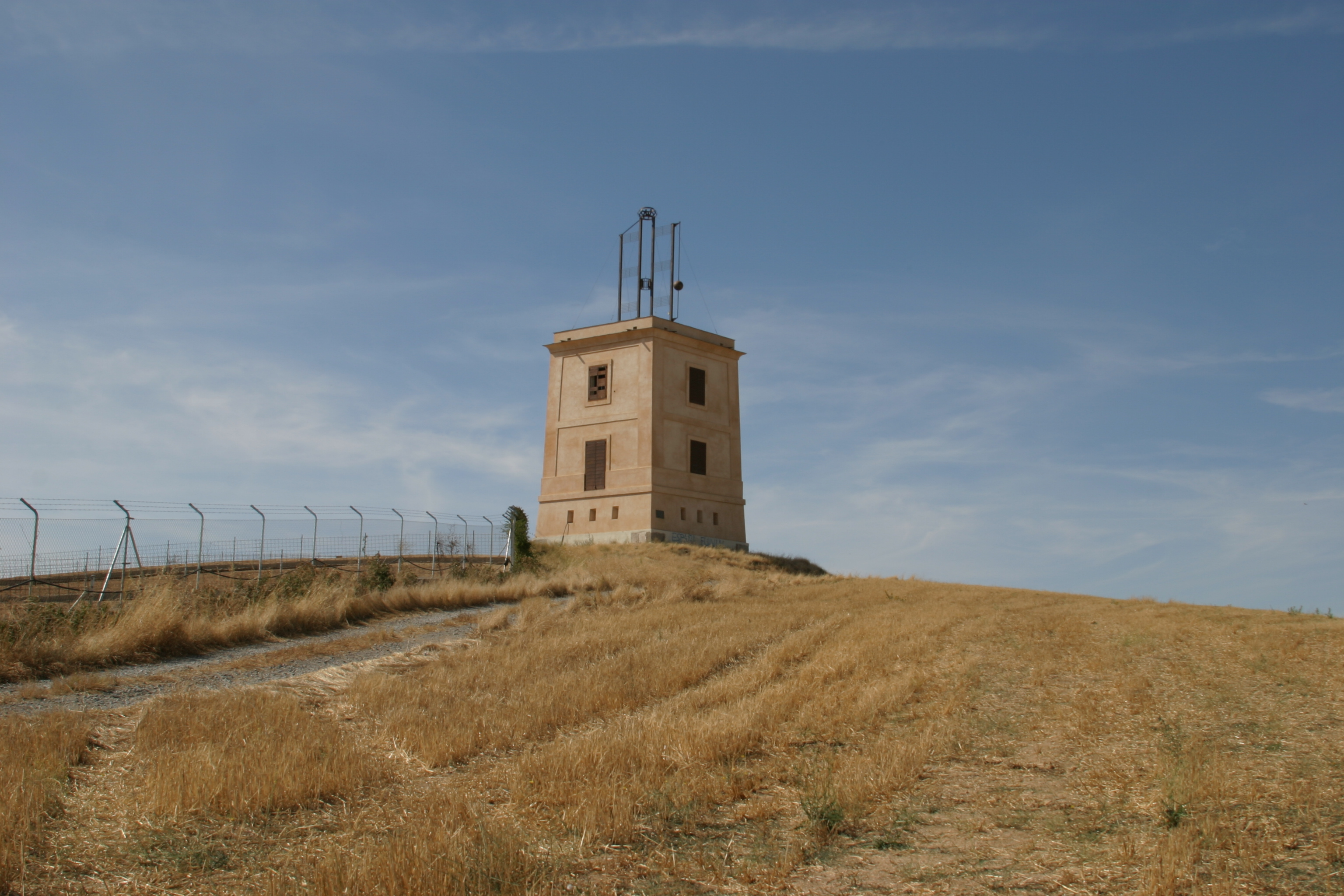
Torre de telégrafo óptico en Martín Muñoz de las Posadas sobre un cerro testigo.

La comarca, al igual que gran parte de la Meseta Norte  está dominada por una zona llana con una altitud de entre 1100 y 800 metros sobre el nivel del mar. Es un ejemplo claro de relieve tabular, un proceso que quizás se inicia en el Plioceno, alternando fases de erosión, alteración química y jerarquización de la red fluvial actual. Estas llanuras son el resultado de un desmantelamiento realizado en distintas fases durante el Cuaternario. El nivel actual de las campiñas enlaza con la terraza más baja de los grandes ríos como el río Duero. Los ríos han sido los principales modeladores, ya que han cortado profundamente estas superficies originando los valles. Como consecuencia de los procesos erosivos actuando sobre esta serie de estratos horizontales, y, en definitiva, como consecuencia de la degradación de los páramos, aparecen los cerros testigos (también llamados oteros, motas o alcores) de perfil cónico o troncocónico. Aunque estos cerros circulares normalmente están coronados por la caliza del páramo, que protege a las margas infrayacentes, a veces el estrato calcáreo ha sido prácticamente desmantelado, de suerte que sólo quedan algunos restos de roca caliza y guijarros en su nivel superior. Como los cerros horadados por el río Voltoya en Codorniz o Martín Muñoz de las Posadas, que fueron usados para la instalación de la línea de telégrafo Línea de Castilla.
La parte más al sur de la campiña está dominada por páramos, terrenos muy llanos y elevados poco erosionados como en Labajos, que conecta con una zona más erosionada con presencia de cerros testigo u oteros, y desciende hasta los valles más planos cercanos al río Duero, limítrofe ya con la provincia de Valladolid y Tierra de Pinares

### Estratigrafía

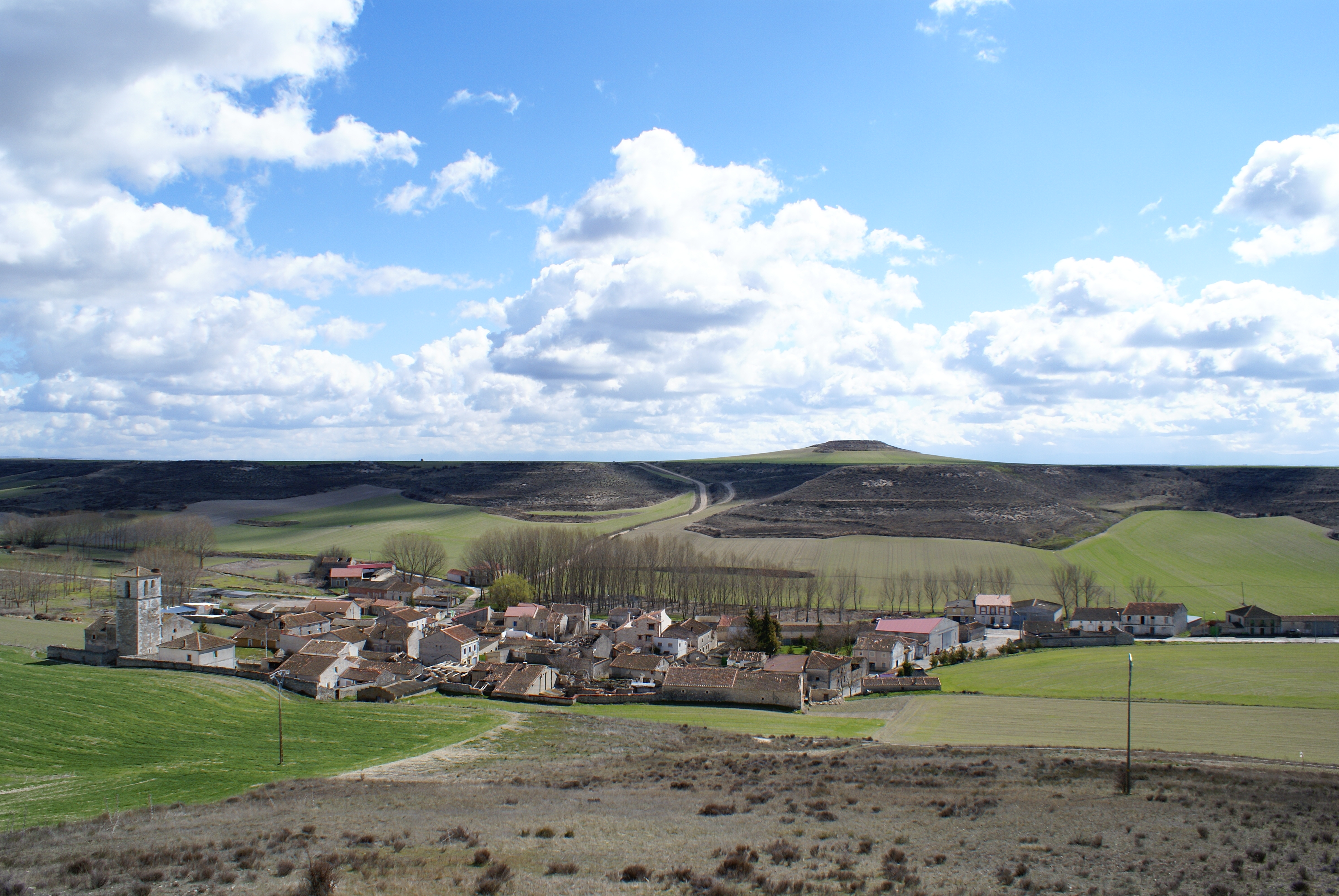
Vista del municipio Dehesa de Cuéllar donde se aprecia típico valle fluvial con la presencia de oteros al fondo.

El territorio de la Campiña está en su totalidad en una cuenca sedimentaria, donde durante miles de años se han ido colmatando rocas y sedimentos arrastrados por los arroyos y ríos de la zona desde las cordilleras del sistema central. También aparecen grandes cantidades de calizas muy erosionadas. Esto hace que los suelos estén formados principalmente por arenas y limos muy permeables, que permiten la formación de grandes acuíferos.

### Hidrografía
La comarca es atravesada por pequeños ríos como el Voltoya y el Eresma, y multitud de arroyos, que nacen en las zonas altas de la sierra y se dirigen al Duero. Debido a la escasa pendiente del terreno los ríos, pese a ser poco caudalosos han horadado grandes valles en las zonas sedimentarias como en Coca o Navas de Oro y debido a la escasa pendiente muchos arroyos no encuentran desagüe natural formando lagunas o zonas inundables de escorrentía como Laguna Rodrigo, Laguna de las Eras en Villagonzalo de Coca o Laguna Alba en Villeguillo. La permeabilidad del suelo permite la formación de grandes acuíferos subterráneos como Los Arenales, que suministra agua a gran cantidad de municipios de la zona.

## Geografía humana

### Demografía

#### Localidades
- Abades
- Aldea Real
- Aldeanueva del Codonal
- Aldehuela del Codonal
- Anaya
- Añe
- Aragoneses
- Armuña
- Balisa
- Bercial
- Bernardos
- Bernuy de Coca
- Carbonero de Ahusín
- Ciruelos de Coca
- Cobos de Segovia
- Coca
- Codorniz
- Domingo García
- Donhierro
- Encinillas
- Escalona del Prado
- Escarabajosa de Cabezas
- Etreros
- Fuente de Santa Cruz
- Garcillán
- Hontanares de Eresma
- Hoyuelos
- Jemenuño
- Juarros de Riomoros
- Juarros de Voltoya
- Labajos
- Laguna Rodrigo
- Lastras del Pozo
- Los Huertos
- Marazoleja
- Marazuela
- Martín Miguel
- Martín Muñoz de la Dehesa
- Martín Muñoz de las Posadas
- Marugán
- Melque de Cercos
- Miguel Ibáñez
- Migueláñez
- Mozoncillo
- Moraleja de Coca
- Montejo de Arévalo
- Monterrubio
- Montuenga
- Muñopedro
- Nava de la Asunción
- Navas de Oro
- Nieva
- Ortigosa de Pestaño
- Ochando
- Paradinas
- Pascuales
- Pinilla-Ambroz
- Rapariegos
- Roda de Eresma
- San Cristóbal de la Vega
- Santa María la Real de Nieva
- Sangarcía
- Santiuste de San Juan Bautista
- Santovenia
- Tabanera la Luenga
- Tabladillo
- Tolocirio
- Valverde del Majano
- Villagonzalo de Coca
- Villeguillo
- Villoslada
- Yanguas de Eresma

## Patrimonio histórico
La historia de los pueblos de la Campiña Segoviana tiene un origen muy antiguo, donde el hombre prehistórico ha dejado la huella de su paso . Famosos son los grabados y los petroglifos de Domingo García, Ochando, el Botón de Balisa, la Cueva del Moro de la Edad del Bronce y el celtibérico Cerro de Tormejón en Armuña y los verracos de Coca. Celtíberos, concretamente vacceos, ocuparon buena parte de esta tierra, siendo Coca, entonces Cauca, el centro económico y social de su comunidad. Conquistados estos pueblos por los romanos, los poblaron durante siglos; de ahí la gran cantidad de restos arqueológicos hallados. Destacan los de Coca, los restos de Roda de Eresma, Santiuste de San Juan Bautista y los hallazgos recogidos en el Museo Romano de Paradinas.
Castillos y torres de defensa hicieron falta para conservar la tierra reconquistada. Muchos de estos pueblos deben su nombre a esta época, en la que los reyes los cedían a los monjes, nobles y comunidades enteras, que emigraban con el objetivo de repoblar estas tierras. El medievo fue un periodo de campesinos, pastores y milagros, de vírgenes aparecidas en cuyo honor se construían ermitas, iglesias, monasterios, e incluso se fundaban villas como la de Santa María la Real de Nieva.

## Comunicaciones
La Campiña Segoviana se encuentra comunicada por carretera mediante la AP-6, A-601, CL-605 o CL-601. Además la atraviesa el tren de alta velocidad de Segovia a Valladolid, aunque sin parada.